# Pierre Blais (écrivain)
Pour les articles homonymes, voir Pierre Blais et Blais.
Pierre Blais, né en 1947 à Wrightville, en banlieue d'Hull (Canada), est un écrivain québécois.

## Biographie
(mai 2008).
Si vous disposez d'ouvrages ou d'articles de référence ou si vous connaissez des sites web de qualité traitant du thème abordé ici, merci de compléter l'article en donnant les références utiles à sa vérifiabilité et en les liant à la section « Notes et références ».
En 1966, Pierre Blais s'engage dans l'armée américaine dans le but de participer aux violents combats qui font rage au Viêt Nam et au cours desquels il espère trouver la mort. Il s'agit ni plus ni moins d'un suicide planifié. 
Hanté depuis quelque temps par les idées noires, Pierre Blais décide que tant qu'à mourir, aussi bien le faire de façon héroïque. Il espère ainsi adoucir le choc qu'allait causer sa mort à sa famille. Il dira lui-même dans une entrevue accordée à Radio-Canada: « La guerre était une couverture, c'était ce qu'il me fallait pour mettre mon plan à exécution. J'allais aller me faire tuer là-bas sans que personne ne le sache et mes parents allaient être couverts de gloire puisque je serais mort au combat».
En novembre 1967, Pierre Blais découvre le Viêt Nam en posant les pieds sur le tarmac de la base Américaine de Bin Hoa. Au cours des mois suivants, il comprendra les vraies raisons de la présence militaire Américaine au Viêt Nam et réalisera que toutes les justifications qu'on lui avait servies avant son départ n'étaient que mensonges.
Quelques mois après son arrivée en sol Vietnamien, à Song Bê, Pierre connaîtra son baptême du feu. Il en sortira miraculeusement vivant et habité d'un profond et intense désir de vivre.
De retour au pays, il mettra plus de vingt-cinq années à surmonter les profonds traumatismes causés par les horreurs de la guerre avant de se mettre à l'écriture de Loup solitaire, publié en 1991.